# Gianluca Floris
Gianluca Floris (Cagliari, 12 de junio de 1964 - Cagliari, 4 de febrero de 2022) fue un escritor y cantante lírico italiano.

## Obra
- I Maestri Cantori, Nuoro, Il Maestrale 2000.
- Lato Destro, Cagliari, CUEC 2006.
- La preda, collana Colorado Noir, Milano, Mondadori 2006.
- L'inferno peggiore, Milano, PIEMME 2009.